# Walter Steinbauer
Walter Steinbauer (n. 20 ianuarie 1945, Dießen am Ammersee, Bavaria, Germania – d. 28 mai 1991, Murnau am Staffelsee, Bavaria, Germania) a fost un bober ce a reprezentat Germania, medaliat olimpic. A participat la o ediție a Jocurilor Olimpice (1972) în care a câștigat o medalie de bronz.

## Participări
Lista de mai jos prezintă principalele competiții la care a participat Walter Steinbauer de-a lungul carierei.
- bobsleigh at the 1972 Winter Olympics – four-man[*]